# Музыка Бутана
Музыка Бутана включает такие традиционные жанры как жунгдра, боедра и современный стиль ригсар.

## Народная и классическая музыка
Бутан был объединён в XVII веке Шабдрунгом Нгавангом Намгьялом (1594—1652). На этот период приходится расцвет бутанской народной музыки и танцев (цам). В это время основными инструментами были лингм (флейта), драмньен (лютня) и чиванг (скрипка).
Большое влияние на культуру и музыку Бутана оказали буддизм ветви Друкпа Кагью и буддийская музыка. Много народных песен и мелодий являются производными от музыки Друкпа.

### Народные инструменты
- лингм
- драньен
- чиванг — 3-х струнный музыкальный инструмент наподобие ребека[2].

### Современное состояние
Одним из ведущих бутанских музыковедов и музыкантов является Джигме Друкпа (англ. Jigme Drukpa). В монастырях Бутана сохраняются традиции духовной музыки. Например, один из известных современных исполнителей буддистской музыки Лама Гъюрме получил своё музыкальное духовное образование в монастырях Бутана. Некоторые музыканты, такие как Таши Норбу, целенаправленно развивают народную музыку Бутана.

## Современная популярная музыка
История бутанской популярной музыки берёт своё начало с радиопередач радиовещательной службы Бутана, в эфире которой звучали произведения Таши Ньенча (англ. Tashi Nyencha), основавшего в 1991 году первую студию звукозаписи в Тхимпху. До этого граждане Бутана слушали в основном индийскую поп-музыку (филми).
Первая крупная звезда бутанской поп-музыки — Шера Лендуп (англ. Shera Lhendup), чья звёздная карьера началась в 1981 году с песней Jyalam Jaylam Gi Ashi, однако в течение ряда лет стиль ригсар был не очень популярен.
К концу 1980-х годов ригсар становится доминирующим стилем музыки в Бутане. После основания лейбла Norling Drayang произошло смешение индийской, непальской и западной поп-музыки. Самым популярным альбомом в этом стиле стал New Waves, который записали в 1996 году Суреш Моктан (англ. Suresh Moktan) и Лхамо Дукпа (Lhamo Dukpa). Лхамо Дукпа является первым современным певцом Бутана, исполняющим собственноручно написанные песни.